# مری گیلهام
مری گیلهام (انگلیسی: Mary Gillham؛ ۲۶ نوامبر ۱۹۲۱ – ۲۳ مارس ۲۰۱۳) طبیعت‌شناس، مدرس دانشگاه و نویسنده بریتانیایی بود که تا زمان مرگش سال‌ها در گوائلود ای گارث و سپس رادیر در کاردیف، ولز اقامت داشت. اگرچه در حومه لندن به دنیا آمد و پنج سال در ارتش زمینی زنان خدمت کرد و در چندین مزرعه کار می‌کرد، مری گیلهام بیشتر وقت خود را در ولز گذراند. او به عنوان دانشجو پس از جنگ در دانشگاه ولز در آبریستویث و بانگور، مدرک کشاورزی با درجه یک در گیاه‌شناسی و دکترا در بوم‌شناسی را به دست آورد. او در دانشگاه‌های اکستر (دوون)، ماسی (نیوزیلند)، ملبورن (استرالیا)، کانو (نیجریه) سخنرانی کرد و از سال ۱۹۶۱ تا زمان بازنشستگی خود در سال ۱۹۸۸ در بخش آموزش بزرگسالان در دانشگاه کالج کاردیف کار کرد
او به عنوان معلم طبیعت گرایان آماتور بزرگسال، نقش خود را به عنوان یک مفسر داده‌های علمی برای افراد می‌دید و به نوشتن کتاب‌ها و مقالات پرداخت. کلنی‌های پرندگان دریایی تمرکز اصلی او بودند، و تحقیق در مورد آنها او را به جزایر دور افتاده در بسیاری از نقاط جهان برد، جایی که در چادرها، کلبه‌ها، فانوس دریایی و غیره زندگی کرده‌است. پروژه‌های تحقیقاتی عمده او در اطراف سواحل ولز غربی (تز دکترای او)، استرالیا، نیوزیلند و آفریقای جنوبی بود، و او یکی از اولین زنان دانشمندی بود که به یک گروه کاوشگران قطب جنوب پیوست.
در سال ۱۹۷۰، او یک پروژه تحقیقاتی در مورد الدبرا در اقیانوس هند انجام داد و متعاقباً طبیعت گرایان را به سیشل برد. در سال ۱۹۷۹، او برای بازدید از یک دانشمند در یک سفر آمریکایی (با کشتی بادبانی) به جزیره‌ای خالی از سکنه در باهاما، دیدارهایی را به جامائیکا، نیوانگلند و کوه‌های راکی برپا کرد. سفرهای دیگر او به آفریقای شمالی، غربی، شرقی و مرکزی و فلوریدا بود و او گروه‌هایی را به مناطق مختلف بریتانیا و اروپا رهبری کرد. گیلهام که در چندین دهه در سازمان‌های مختلف تاریخ طبیعی و حفاظت فعالیت داشت، رئیس انجمن طبیعت‌گرایان گلامورگان و انجمن طبیعت‌گرایان کاردیف بود. در سال ۲۰۰۸، به گیلهام برای خدمات حفاظت از طبیعت در جنوب ولز نشان امپراتوری بریتانیا اعطا شد.

## زندگی
گیلهام در ۲۶ نوامبر ۱۹۲۱ در ایلینگ، غرب لندن زاده شد. ادیت گرترود و چارلز گیلهام مادر و پدر او هستند که معلم دبیرستان بودند. خانواده او در جاده بیربک در جنوب ایلینگ ساکن بودند و او در مدرسه کوچک ایلینگ و جونیور تحصیل کرد. در سال ۱۹۲۷ خانواده به خانه ای نوساز در پارک گانرزبری (که بعداً نام آن به پاپس لین تغییر کرد) نقل مکان کردند، تا زمانی که در سال ۱۹۶۲ به ولز نقل مکان کردند، در آنجا زندگی کردند. برادر بزرگ گیلهام، جان، تا زمان مرگش در مارس ۲۰۰۹ در این خانه زندگی کرد.
گیلهام در دوران کودکی خود از رفتن به سفرهای کمپینگ با برادر و والدینش لذت می‌برد، به مکان‌هایی مانند اسکاتلند، لیک دیستریکت و همچنین مکان‌های نزدیک به خانه می‌رفت. در آن زمان کمپینگ رفتن غیرعادی بود، بنابراین در این سفرها، گیلهام علاقه زیادی به یادداشت و ترسیم هر چیزی که می‌دید داشت. در آستانه جنگ جهانی دوم، خانواده حتی به یک سفر کمپینگ به سوئیس رفتند.
گیلهام در سن ۱۶ سالگی مدرسه را ترک کرد تا در دفتر شورای شهر لندن در وست مینستر مشغول به کار شود. این محل زیستگاه طبیعی او نبود، بنابراین هنگامی که جنگ در سال ۱۹۳۹ اعلام شد، او با خوشحالی در ارتش زمینی زنان ثبت نام کرد و در آنجا پنج سال در مزارع مختلف مشغول دوشیدن گاو بود، به دامپزشک‌ها کمک کرد.

## تحصیلات
گیلهام در مدرسه دخترانه ایلینگ کانتی تحصیل کرد و در آوریل ۱۹۳۸ با درجه ممتاز فارغ‌التحصیل شد که او را واجد شرایط می‌کرد تا بعداً در دفتر شورای شهر لندن در وست‌مینستر کار کند. او همچنین در سال ۱۹۳۷ جایزه درجه انجمن نجات جان سلطنتی را دریافت کرد.
هنگامی که جنگ جهانی دوم در سال ۱۹۴۵ به پایان رسید، به عنوان یکی از اعضای سابق ارتش زمینی زنان، گیلهام واجد شرایط دریافت کمک هزینه برای رفتن به دانشگاه بود. چیزی که خانواده او در زمان صلح نمی‌توانستند از عهده آن برآیند. او پس از جنگ دانشجویی در دانشگاه ولز در دانشگاه آبریستویث شد و مدرک لیسانس خود را در کشاورزی به دست آورد و پس از آن در سال ۱۹۴۹ موفق به کسب درجه اول گیاه‌شناسی شد. او همچنین در فعالیت‌های فوق برنامه در دانشگاه شرکت داشت و کاپیتان تیم ژیمناستیک، رقص محلی، قایقرانی و شنا شد.
در دانشگاه گیلهام عاشق ساحل شد و مطالعه مادام العمر در مورد جزایر پرندگان دریایی را با تحقیق در مورد اسکومر و اسکوخولم آغاز کرد. در سال ۱۹۵۳ او دکترای خود را در اکولوژی جزیره در دانشگاه ولز، بانگور، با پایان‌نامه خود در مورد تأثیرات پرندگان دریایی بر پوشش گیاهی جزایر، بر اساس تحقیقات انجام شده در جزایر نزدیک ساحل پمبروک، به پایان رساند. دکترای او تحت نظارت پروفسور لیلی نیوتن بود که گیلهام بعداً کتاب خود را با عنوان پناهگاه زیر قطب جنوب: تابستان در جزیره مک کواری به او تقدیم کرد.